# Ehalkivi
Ehalkivi ou (Letipea Suurkivi, Ehakivi, Linnukivi, Veljeste kivi) est le plus grand rocher d'Estonie et le plus grand bloc erratique du nord de l'Europe continentale. Il est situé sur la côte sud du golfe de Finlande dans la commune de Viru-Nigula dans le comté de Viru-Est. Pendant des siècles, il a servi comme point de repère aux marins. Le bloc est composé de pegmatite.

## Dimensions
- Longueur: 16,5 mètres[2]
- Largeur: 14,3 mètres
- Hauteur: 7,6 mètres
- Circonférence: 49,6 mètres
- Volume: 930 mètres cubes.